# Bolinopsis
Bolinopsis (лат.) — род гребневиков из отряда лопастеносные, обитающий в полярных и тропических неритических водах всех океанов.
Ротовые лопасти находятся на полпути между ртом и инфундибулумом. Гонады присутствуют на стенках всех меридиональных каналов у зрелых особей. Большинство видов прозрачны. Длина тела от 8 (Bolinopsis vitrea) до 15 (Bolinopsis infundibulum) см. Пелагические животные. Механизм питания одинаков у всех изученных видов: животное медленно плывет вперед с раскрытыми ротовыми лопастями, захватывая мелкие организмы (преимущественно ракообразных) на покрытых слизью внутренних поверхностях долей; пища переносится в рот с помощью ротовых щупалец и ресничек. Они безвредны для человека, их охранный статус не оценивался, объектами промысла не являются.

## Классификация
На август 2024 в состав рода включают следующие виды:
- Bolinopsis ashleyi Gershwin, Zeidler & Davie, 2010
- Bolinopsis chuni (von Lendenfeld, 1884)
- Bolinopsis elegans (Mertens, 1833)
- Bolinopsis indosinensis Dawydoff, 1946
- Bolinopsis infundibulum (O.F. Müller, 1776)
- Bolinopsis microptera (A. Agassiz, 1865)
- Bolinopsis mikado (Moser, 1907)
- Bolinopsis ovalis (Bigelow, 1904)
- Bolinopsis rubripunctata Tokioka, 1964
- Bolinopsis vitrea (L. Agassiz, 1860)